# Министерство автомобильного транспорта и шоссейных дорог Индии
Министерство автомобильного транспорта и шоссейных дорог Индии было создано для разработки и администрирования норм, правил и законов, касающихся автомобильного транспорта, автомобильных дорог и транспортных исследований, в целях повышения мобильности и эффективности дорожно-транспортной системы Индии. С мая 2014-го года, министерство находится под руководством Нитина Гадкари.